# Robert Cornog
Robert Alden Cornog, né le 7 juillet 1912 à Portland, Oregon, et décédé le 15 juillet 1998 à Santa Monica, Californie, était un physicien et ingénieur américain.
Codécouvreur avec Luis Alvarez du tritium et de l'hélium 3, il a également participé avec Emilio Segrè à la découverte de l'élément 85, l'astate.
Au cours de la Seconde Guerre mondiale, il participe au Manhattan Project et devient ingénieur en chef du département des armes.
Après la guerre, il se passionne pour le développement de fusées à propulsion nucléaire.
Ami personnel de Robert A. Heinlein, il le conseille pour les aspects techniques de nouvelles « nucléaires » comme « Il arrive que ça saute » (1940) et « Solution non satisfaisante » (1941). Robert Cornog est l'un des dédicataires de En terre étrangère.